# 송한준
송한준(宋漢俊, 1960년 1월 17일 ~ )은 대한민국의 정치인이다.

## 학력
- 2005 ~ 2007 서강대학교 대학원 시민사회학 석사
- 단국대학교 대학원 비교정치학 박사학위취득

## 경력
- 2010.07 ~ 2014.06: 제8대 경기도의회 의원
- 2014.07 ~ 2018.06: 제9대 경기도의회 의원
- 2018.07 ~ 2022.03: 제10대 경기도의회 의원
  - 2018.07 ~ 2020.06: 제10대 경기도의회 전반기 의장
- 2018.08 ~ 2019.08: 제16대 전국시도의회의장협의회 전반기 회장
- 2019.08 ~ 2020.08: 제16대 전국시도의회의장협의회 후반기 고문
- 2024.01 ~ 2024.09: 새로운미래 경기도당위원장
- 2024.06 ~ 2024.09: 새로운미래 경기도당 안산시 갑 지역위원회 위원장
- 2024.09 ~ : 새미래민주당 경기도당위원장
- 2024.09 ~ : 새미래민주당 경기도당 안산시 갑 지역위원회 위원장
- 2024.03~ 단국대학교  초빙교수
- 단국대학교 창업지원단 부단장

## 수상
- 2016 전국시도의회의장협의회 제3회 우수의정대상
- 2016 경기언론인연합회 제6회 의정대상

## 역대 선거 결과
|  | 46.06% |

|  | 57.67% |

|  | 72.15% |